# 鋼鉄都市
『鋼鉄都市』（こうてつとし、The Caves of Steel）は、アイザック・アシモフのSF小説、推理小説。
1953年にアメリカのSF雑誌「ギャラクシー」に連載され、1954年に刊行された。
アシモフ最初のロボット長編であり代表作のひとつ。「ロボット工学三原則」の盲点を突いたSFミステリの傑作として名高い。また、鋼鉄都市という殻の中に閉じこもっていた人類が再び宇宙に旅立っていこうとするビジョンが描かれている。
続編として『はだかの太陽』『夜明けのロボット』があり、更に『ロボットと帝国』においてアシモフのもう一つの代表作であるファウンデーションシリーズとの融合が図られている。

## あらすじ
世界各地の鋼鉄のドーム都市の中で80億の人々がひしめき合う地球は、かつて宇宙へ植民した人々の子孫であり強大な軍事力とロボットによる豊かな経済を誇るスペーサー（宇宙人）の事実上の支配下にあった。
ニューヨーク市警の刑事イライジャ・ベイリは、友人でもある総監エンタービイからある事件の捜査を命じられる。その事件とは、スペーサーの地球駐在施設スペース・タウン内部において、スペーサーの科学者ロイ・ネメヌウ・サートン博士が恐らく外部の者（つまり地球人）により殺害されたという物であり、捜査の結果如何では地球の運命を左右しかねない重大な事件であった。
捜査を地球側に委ねる交換条件としてスペーサーが提示したのは、スペーサー製のロボットを捜査に加える事だった。件のロボット、R・ダニール・オリヴォーと会見したベイリは、ダニールが全く人間そっくりに、製造者のサートン博士そっくりに造られたヒューマンフォーム・ロボットである事に驚く。
彼を連れて帰宅したベイリはダニールから事件の詳細を聞き出す。サートン博士は早朝に胸を熱線銃で撃ち抜かれて死亡していたが、凶器はいまだ発見されていない。スペース・タウン駐在の全スペーサー、さらに犯行当時にスペース・タウンに居合わせた地球人唯一の容疑者であったエンタービイは、脳分析の結果殺人を犯せない精神構造の持主である事が判明している。唯一考えられるのは、スペーサーに反感を抱く他の地球人が野外を横断してスペース・タウンに侵入、犯行に及んだ事だが、シティ内の閉鎖空間に慣れきった地球人にとって、野外を出歩くのは極めて困難である。ロボットなら野外を出歩くことは無論可能だが、ロボット工学三原則に縛られたロボットに殺人を犯せる訳が無い…。
時にはスペーサー側の陰謀やダニールをも疑いながら困難な捜査を進め、その過程で地球人類の未来へと想いを馳せるベイリ。しかしベイリの妻ジェシイが反スペーサー組織のシンパだという秘密が明かされ、さらに警察署内にて第二の事件が発生、濡れ衣を着せられたベイリは窮地に到る。
そしてついに意外な真犯人とその犯行方法が明らかになるが、その時ベイリが地球の未来の為に選んだ決断とは…。

## 補足
- 本作の基本設定（宇宙移民の末裔であるスペーサーによって地球人が地球に封じ込められている）は、アシモフが1949年に書いた短編『母なる地球』（『アシモフ初期作品集3 母なる地球』所収）が原型になっている。
- 本作はギャラクシー誌編集長ホーレス・ゴールドの提案により書かれた。ロボット物は短編向きと考えていたアシモフはロボット長編を書くことに否定的だったが、ゴールドの「ロボット探偵を主人公にした殺人ミステリ」との提案に対し、人間の刑事がロボットとコンビを組む形に変更して執筆を行った。
- 主人公イライジャ・ベイリと妻ジェゼベル（ジェシィ）の名は、それぞれ旧約聖書に登場する預言者エリヤと、彼を迫害した古代イスラエル王妃イゼベルの英語名である。本編中でも旧約聖書におけるエピソードに言及しており、ジェシィの行動の重要な伏線となっている。またイライジャの口癖である「ヨシャパテ（Jehoshaphat）！」は、同時代のユダ王国の王ヨシャファトに由来している（原義は「神の裁き」）。またダニールも「ダニエル」のもじりである事がアシモフ自身のエッセイで明かされており、やはり旧約聖書に登場する、ネブカドネザル2世に仕えた賢者で裁判の守護聖人でもあるダニエルをモチーフにしている可能性がある（ダニールの行動と選択の伏線にもなっている）。
- 中盤に登場する地球の高名なロボット工学者・ジュリゲル博士が、大の飛行機嫌いでワシントンD.C.からニューヨークまで自動歩道（エクスプレス・ウェイ）でやって来たというエピソードがあるが、これはアシモフ自身が大の飛行機嫌いである事に由来している。またすべての地球人が外界と隔絶された鋼鉄のドームのなかで暮らしているという設定も、アシモフ自身の閉所愛好癖を反映した物である。

## 書誌情報
- 『鋼鉄都市』（福島正実訳、ハヤカワ・SF・シリーズ3016） 1959年8月
- 『鋼鉄都市』（福島正実訳、早川書房、世界SF全集14） 1969年11月
- 『鋼鉄都市』（福島正実訳、あかね書房、少年少女世界SF文学全集1） 1971年 - 児童向
- 『鋼鉄都市』（福島正実訳、ハヤカワ文庫SF336） 1979年3月